# Алеф (буква еврейского алфавита)
А́леф (ивр. אׇ֫לֶף‎) — первая буква еврейского алфавита.

## В лингвистике
В древнееврейском языке буква алеф (אׇ֫לֶף‎) обозначала гортанную смычку. Является одной из пяти букв, которые не могут нести сильный дагеш, то есть не удваиваются.
В современном израильском иврите буква алеф либо не произносится вообще, либо обозначает гортанную смычку. Иногда используется в качестве матери чтения для обозначения звука [a], реже - [e], особенно в иностранных словах.
| אַ              | אָ          |
| Алеф с патахом | Комец-алеф |

В языке идиш эта буква используется тремя способами:
- для обозначения гласного [a] (иногда со знаком патах внизу для отличия от других случаев: אַ);
- со знаком камац внизу для обозначения гласного [o] (тогда она называется ко́мец-алеф: אָ);
- как немая буква перед гласными и дифтонгами, пишущимися при помощи букв вов и йуд (в начале слова, а также иногда после гласных).

## Происхождение
Палеоеврейская буква алеф, вместе с аналогичной ей финикийской буквой 𐤀 происходят от древнеханаанской  и протосинайской  акрофонической буквы (пиктограммы) головы быка. Название буквы произошло от западно-семитского слова альф (др.-евр. אלף‬ — «бык» или вол).

## В мистических традициях
В древности евреи, как и многие другие народы, не использовали специальных символов для счёта — цифр, записывая числа буквами, используя числовые значения букв (гематрия) в мистических традициях, религиозных текстах, в календаре. Гематрия буквы алеф — 1.
В каббале эта буква обозначает Эйн-соф (אינסוף‎) — безграничную, чистую божественность. Форма канонической буквы алеф (принятая для переписывания свитков святых еврейских текстов) рассматривается как состоящая из двух букв йуд (одной в прямом написании сверху и второй в обратном написании снизу), разделённых наклонной буквой вав, из чего выводится её гематрическая эквивалентность тетраграмматону и связь с разделением вод в описании сотворения мира в начале книги Бытия.

## В математике
В теории множеств еврейский алеф обозначает кардинальное число бесконечного множества и употребляется с индексами. Так, {\displaystyle \aleph _{0}} (алеф-нуль) обозначает мощность счётного множества, {\displaystyle \aleph _{1}} (алеф-один) — наименьшая мощность среди мощностей несчётных множеств, и так далее. Любому порядковому числу {\displaystyle \alpha } соответствует кардинальное число {\displaystyle \aleph _{\alpha }}. Других кардинальностей между соседними алефами нет.

## В литературе
«Алеф» (исп. El Aleph) — книга 1949 года писателя Хорхе Луиса Борхеса.
«Алеф» (порт. O Aleph) — роман 2011 года писателя Пауло Коэльо.

## Обозначения и кодировка
- В национальном варианте кодировки ASCII для еврейского письма буква א обозначается кодом 0xE0.
- В Юникод буква א включена под кодом U+05D0, UTF-16 — 0x5D0.

## В астрономии
Международный астрономический союз назвал одну из экзопланет «Алеф» — по названию первой буквы еврейского алфавита. Планета находится на расстоянии 1500 световых лет от Земли в созвездии Возничего у звезды HAT-P-9b.